# Diofantos (wódz pontyjski)
Diofantos, Diofantes (gr. Διόφαντος; druga połowa II wieku p.n.e.) – pontyjski dowódca wojskowy w służbie króla Mitrydatesa VI Eupatora. Pochodził z Synopy. Był synem Asklepiodorosa.
Diofantos stał na czele wojsk pontyjskich podczas kampanii przeciwko Scytom, Taurom i Roksolanom oraz powstańcom bosporańskim w latach 110 – 106 p.n.e. Chronologia tych kampanii jest do tej pory sporna. 
W 110 p.n.e. na wezwanie mieszkańców Chersonezu, atakowanego przez wojska Scytów i Taurów, Mitrydates wysłał wojska ekspedycyjne i na ich czele postawił Diofantosa. Diofantos po przybyciu stoczył bitwę z idącymi na pomoc Scytom sarmackimi Roksolanami pod wodzą Tasjosa. Bitwa z udziałem 50 tysięcy Roksolanów i 6 tysięcy pontyjskich hoplitów zakończyła się klęską tych pierwszych. Resztki Roksolanów opuściły Półwysep Krymski. Następnie Diofantos skierował się przeciw Taurom i pokonał ich, a resztki Taurów schroniły się w Górach Krymskich. Następnie w marszu na wschód zniósł oblężenie Teodozji, pokonał wojska scytyjskie  pod Pantikapajonem i zmusił je do wycofania się z Półwyspu Kerczeńskiego. Następnie, wsparty przez wojska chersoneskie i bosporańskie, pomaszerował w stepy krymskie, gdzie po ośmiomiesięcznym oblężeniu zdobył Neapol Scytyjski i Chabon. Zmusiło to władcę scytyjskiego Palakosa do ustępstw. Zawarty w 109 p.n.e. pokój zapewniał uznanie zwierzchności Mitrydatesa nad Scytami i zwrot zagarniętych przez Scytów ziem. Zwycięski Diofantos został uczczony przez mieszkańców Cherasonezu specjalnym dekretem, wysławiającym jego czyny. Następnie powrócił do Synopy.
Postanowień zawartego układu Scytowie nie zamierzali jednak respektować. W następnym, 108 p.n.e., armia scytyjska ponownie zaatakowała Chersonez i Królestwo Bosporańskie i znów Diofantos na czele swoich oddziałów został wysłany do walki. Pokonał Scytów na wybrzeżu, odrzucił ich wojska w stepy, a następnie ponownie zdobył Neapol Scytyjski i Chabon. W wyniku tego zawarte zostało nowe porozumienie, które w znacznym stopniu ograniczyło niezależność państwa scytyjskiego -  Scytowie uznali zwierzchność władców Pontu, musieli oddać Olbię i Tyras, wypłacać Pontowi daninę i dostarczać kontyngenty wojskowe dla Mitrydatesa. Tak ciężkie ciosy nie doprowadziły do upadku państwa scytyjskiego na Krymie, umocniły jednak na tym terenie hegemonię Greków.
W 107 p.n.e. Diofantes pojechał do Pantikapajonu na rozmowy w sprawie uznania przez Królestwo Bosporańskie władzy swojego króla Mitrydatesa VI Eupatora. W tym czasie wybuchło powstanie pod wodzą scytyjskiego niewolnika Saumakosa. Powstańcy zdobyli Pantikapajon i zabili władcę bosporańskiego Perisada V. Diofantos zdołał umknąć do Nimfajonu, a stamtąd odpłynął do Chersonezu, a następnie do Synopy. Tam zorganizował siły, na czele których wrócił na Krym wiosną 106 p.n.e., i pokonał wojska powstańcze, biorąc do niewoli samego Saumakosa. Tym samym umocnił władzę Pontu i Mitrydatesa VI nad całym Krymem.